# Trigonoderus sokanowskii
Trigonoderus sokanowskii är en stekelart som beskrevs av Novicky 1955. Trigonoderus sokanowskii ingår i släktet Trigonoderus och familjen puppglanssteklar. Inga underarter finns listade i Catalogue of Life.